# Auxon-Dessus
Auxon-Dessus foi uma comuna francesa na região administrativa de Borgonha-Franco-Condado, no departamento de Doubs. Estendia-se por uma área de 3,88 km². Em 2010 a comuna tinha 2 570 habitantes (densidade: 662,4 hab./km²).
Em 1 de janeiro de 2015, passou a fazer parte da nova comuna de Les Auxons.